# Pałac Książąt Legnicko-Brzeskich we Wrocławiu
Pałac Książąt Legnicko-Brzeskich we Wrocławiu, także Dom Zajezdny Książąt Legnicko-Brzeskich – dawny pałac miejski, znajdujący się we Wrocławiu, przy ulicy Szewskiej 49. Obecnie siedziba Instytutu Historycznego Uniwersytetu Wrocławskiego.
W czasie remontu Instytutu Historycznego, który rozpoczął się w 2020 r., w piwnicy budynku natrafiono na pozostałości średniowiecznej synagogi, wzniesionej ok. 1300 r. Najpewniej była ona najstarszą żydowską budowlą sakralną postawioną we Wrocławiu. Wzmianek o początkach funkcjonowania budynku znajdującego się na rogu ulic Szewskiej i Uniwersyteckiej nie znaleziono w źródłach pisanych. Oprócz samego obiektu sakralnego na posesji wybudowano wówczas także dwa mniejsze, które do niego przylegały – nie były one jednak połączone wewnętrznym przejściem. Przed odkryciem pozostałości budynku uważano, że synagoga mogła się znajdować na rogu ulic Uniwersyteckiej i Kuźniczej (posesja ul. Kuźnicza 30). Od pierwszej połowy XIV w. do XIX w. dzisiejszą ulicę Uniwersytecką zwano Żydowską (Judengasse). Pierwszymi znanymi właścicielami działki przy dzisiejszej ul. Szewskiej 49 byli członkowie społeczności żydowskiej – Jakub (1331-1345), a następnie Canaan (1346-1349 i 1350-1354). Po pogromie żydowskim z 1349 r. posesja stała się własnością monarchy czeskiego (podobnie mogło się stać po kolejnym pogromie, który miał miejsce w 1360 lub 1361 r.) W 1356 r. właścicielem „prywatnej synagogi” był Jakub z Nysy (nie ma pewności czy chodzi o wcześniej wspomnianego Jakuba czy też ta zbieżność jest przypadkowa, być może Jakub i Canaan byli właścicielami sąsiednich działek w tym samym czasie). W latach 1358–1360 wciąż działająca synagoga formalnie należała do chrześcijańskiego mieszczanina, który następnie ją sprzedał. W 1370 r. budynek trafił w ręce Tymona von Colditza, królewskiego namiestnika księstwa wrocławskiego. W 1380 r. wystarał się on o królewski przywilej, pozwalający mu zachować wszelkie żydowskie dobra znajdujące się w przejętym obiekcie. Ponadto analiza materiału archeologicznego dowodzi, że w tym samym czasie nastąpiła przebudowa budynku.
W 1410 działka został zakupiona przez biskupa wrocławskiego z rodu Piastów śląskich, Jana Kropidło. Na miejscu obecnego pałacu istniał w średniowieczu dom zajezdny, urządzony przed 1467 r. przez księcia Mikołaja I, pana zastawnego na Brzegu, w kamienicy z XIV w.
Książę Jerzy II ok. 1560 r. wzniósł w tym miejscu okazały renesansowy pałac, z zapleczem gospodarczym sięgającym ul. Kuźniczej. Miał on trzy kondygnacje i 9 osi okiennych. Mieścił na parterze obszerna sień i kaplicę. Główne wejście zdobił portal z herbami Piastów i Hohenzollernów.
Kolejna przebudowa nastąpiła ok. 1670 r. za sprawą księcia Chrystiana II. Wnętrza ozdobiono stiukami, zmieniono elewację frontową. W takim stanie pałac przeszedł w 1709 r. z rąk księcia Leopolda Holsztyńskiego, syna Karoliny, ostatniej z linii śląskiej Piastów, w ręce sióstr urszulanek, które zaadaptowały go na szkołę dla dziewcząt. Po jej przeniesieniu do klasztoru w 1811 r. budynek został przejęty na siedzibę Prezydium Policji. W tym okresie miała miejsce kolejna przebudowa, w wyniku której całe założenie tworzyły 4 skrzydła z wewnętrznym dziedzińcem. Budowa nowego prezydium policji w latach 1925–1927 pozwoliła przekazać dotychczasową jej siedzibę na potrzeby dydaktyczne Uniwersytetu Wrocławskiemu w 1930.
Po 1945 r. znalazły w nim miejsce trzy instytuty: Historyczny, Historii Sztuki i Filologii Klasycznej.